# 東鶏冠山北堡塁
座標: 北緯38度49分52.8秒 東経121度17分9.3秒 / 北緯38.831333度 東経121.285917度

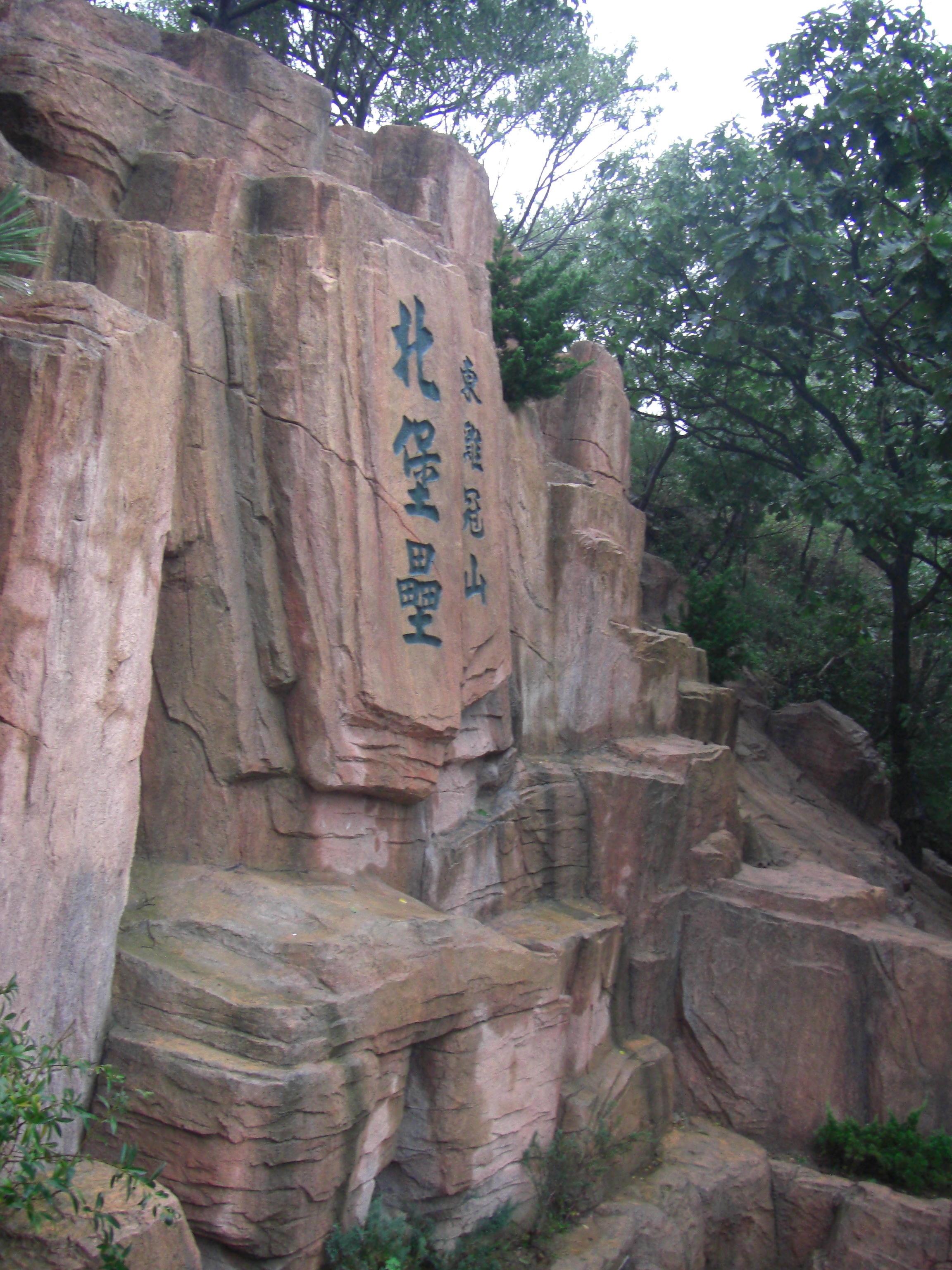
東鶏冠山北堡塁の題字

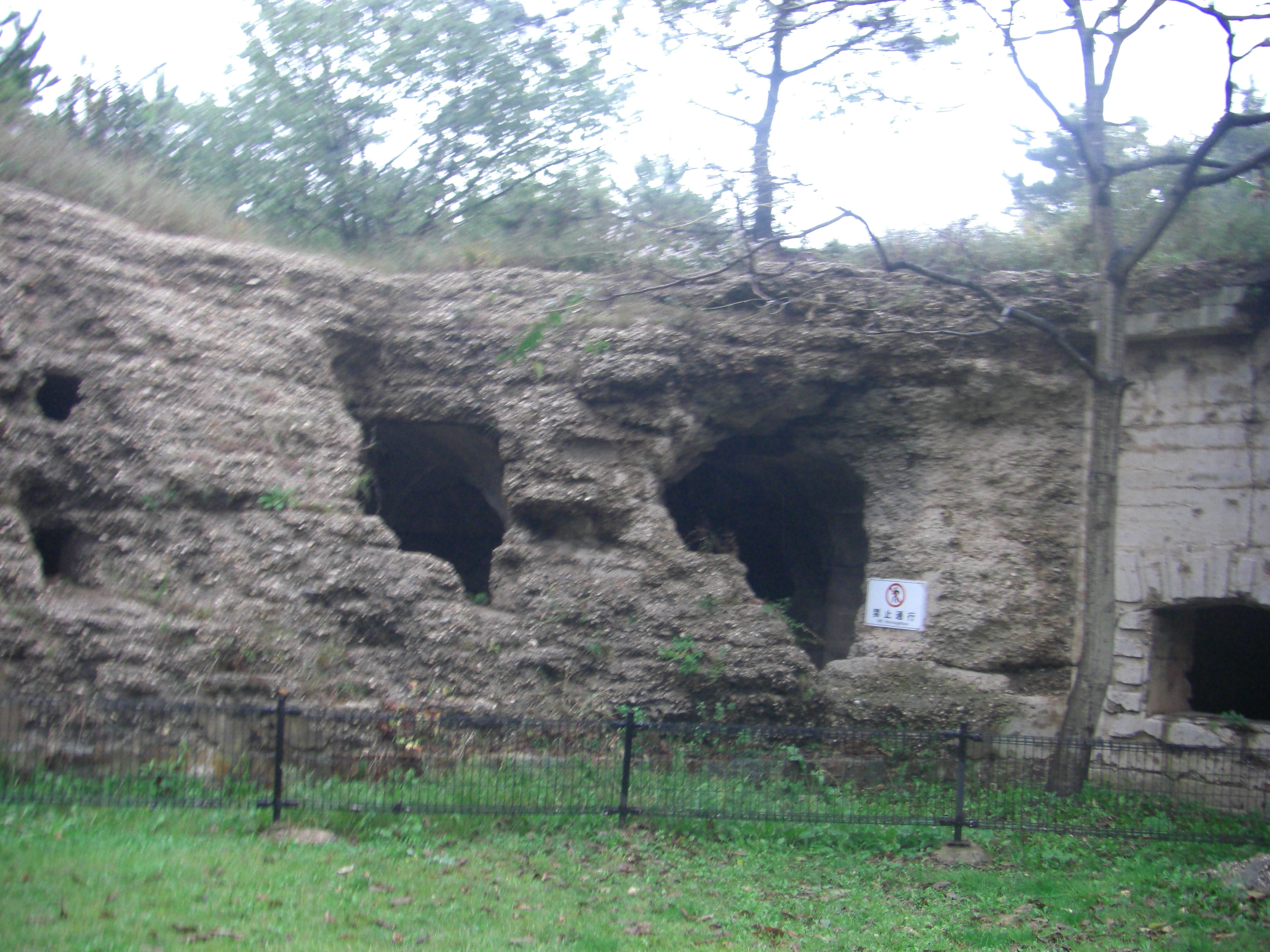
側防窖室の日本軍の爆破跡

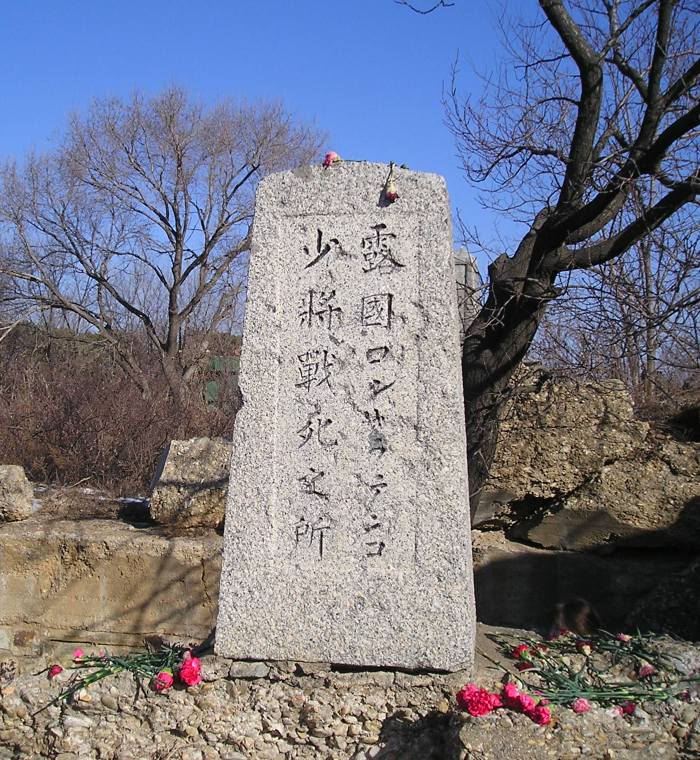
コンドラチェンコ戦死の地記念碑。揮毫は鮫島重雄による

東鶏冠山北堡塁（とうけいかんざんきたほるい、簡体字: 东鸡冠山北堡垒）は、中国大連市旅順口区の東鶏冠山（海抜119m）にある帝政ロシアが旅順軍港防御の為に建設した堡塁であり、日露戦争の激戦地である。

## 構造
帝政ロシアは1898年に旅順を租借し、旅順の東側の半永久的な防御線として1900年に中国人労働者を使役して堡塁を建設した。堡塁は周囲496メートル、面積9900平方メートルの不規則な五角形で、天然の岩にコンクリートと石、そして泥土で覆って造られた。内部の構造は複雑で、司令部、兵舎、弾薬庫、治療室、台所などの周りに胸墻、側防窖室が配置された。堡塁の周囲は堀があり、堀の外の斜面には高圧電流が流れる鉄条網が架設されていた。

## 戦闘
日露戦争において、1904年8月21日の第1回旅順総攻撃の際に日本軍第11師団（四国兵団）による堡塁の攻略が始まった。第11師団は鉄条網の突破に成功して内堀に入ったが、土砂に覆われた側防窖室からの近接攻撃により大損害を受けた。その後、数度に渡って坑道を掘り、堡塁の爆破を試みた。12月15日には日本軍が発射した28センチ榴弾砲弾が命中し、守備隊の指揮官コンドラチェンコ少将が戦死した。その後、12月18日に堡塁の正面で2.3トンのダイナマイトを爆破させ、これに乗じて占領した。日本軍は、この堡塁を突破するために約8,000人の死者を出した。

## 概要
現在は、旅順日露戦争陳列館になっている。

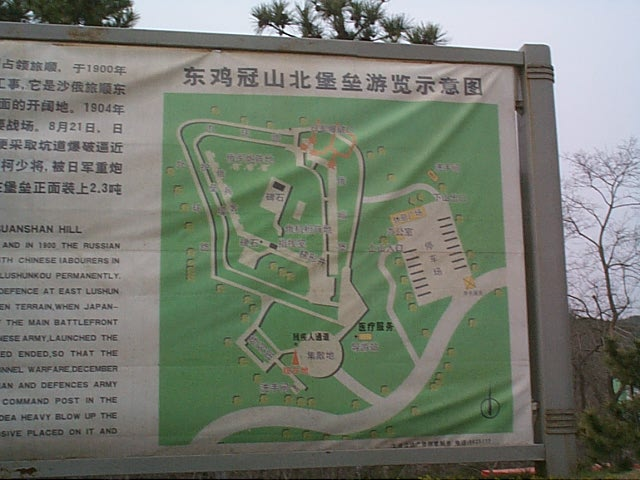
北堡塁観光地のレイアウト
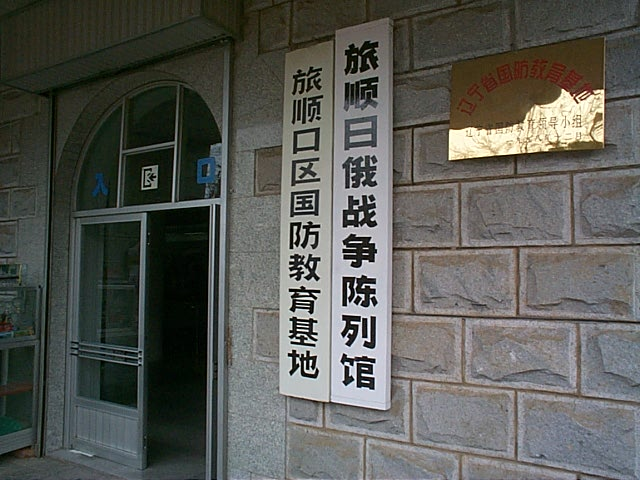
陳列館は大衆教育用
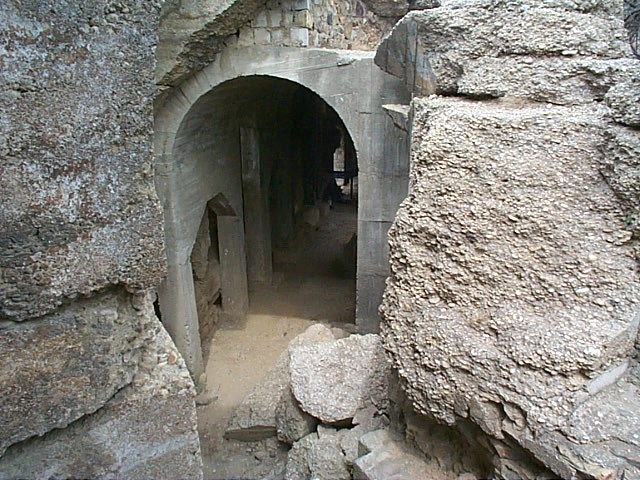
側面の出入口
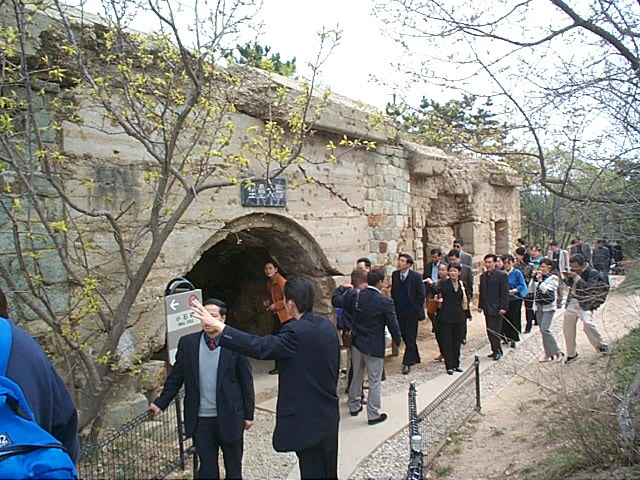
観光客も多い
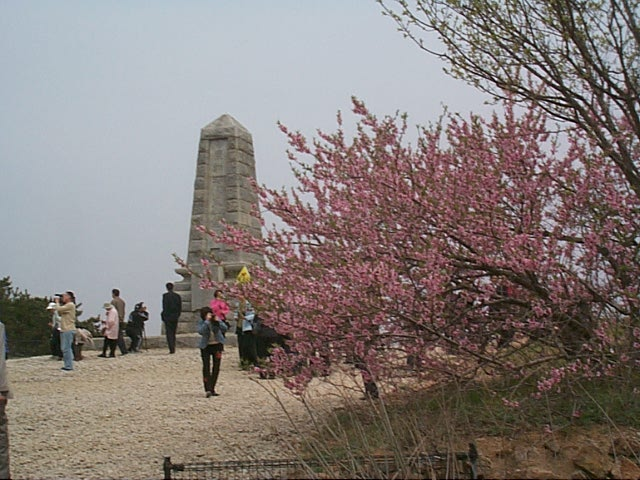
桜の時期の北堡塁陥落記念碑